# Варжеляйське сільське поселення
Варжеля́йське сільське поселення (рос. Варжеляйское сельское поселение) — муніципальне утворення у складі Торбеєвського району Мордовії, Росія. Адміністративний центр — село Варжеляй.

## Історія
Станом на 2002 рік існували Варжеляйська сільська рада (села Варжеляй, Куликово, присілки В'язовка, Карпеловка, Нове Четово, Старе Четово, селище Первомайський) та Мальцевська сільська рада (село Мальцево, присілок Селіжай).
15 червня 2010 року Мальцевське сільське поселення було ліквідоване, територія приєднана до складу Варжеляйського сільського поселення.

## Населення
Населення — 859 осіб (2019, 1233 у 2010, 1492 у 2002).

## Склад
До складу поселення входять такі населені пункти:
| Населений пункт        | Населення, осіб (2002) | Населення, осіб (2010) |
| ---------------------- | ---------------------- | ---------------------- |
| Варжеляй, село         | 488                    | 437                    |
| Вязовка, присілок      | 65                     | 55                     |
| Карпеловка, присілок   | 17                     | 0                      |
| Куликово, село         | 268                    | 223                    |
| Мальцево, село         | 363                    | 292                    |
| Нове Четово, присілок  | 166                    | 148                    |
| Первомайський, селище  | 1                      | 0                      |
| Селіжай, присілок      | 25                     | 13                     |
| Старе Четово, присілок | 99                     | 65                     |